# 让·勒布雷
让·勒布雷（法語：Jean Le Bret，1872年10月26日—1947年12月23日），生于巴黎，法国男子帆船运动员。他曾代表法国参加1900年夏季奥林匹克运动会帆船比赛，获得一枚银牌和一枚铜牌。